# Beauval-en-Caux
Beauval-en-Caux är en kommun i departementet Seine-Maritime i regionen Normandie i norra Frankrike. Kommunen ligger i kantonen Tôtes som tillhör arrondissementet Dieppe. År 2022 hade Beauval-en-Caux 464 invånare.

## Befolkningsutveckling
Antalet invånare i kommunen Beauval-en-Caux
| Referens: INSEE |